# Peakesia vitripennis
Peakesia vitripennis är en insektsart som beskrevs av Sjöstedt 1921. Peakesia vitripennis ingår i släktet Peakesia och familjen gräshoppor. Inga underarter finns listade i Catalogue of Life.